# Jackson Morton

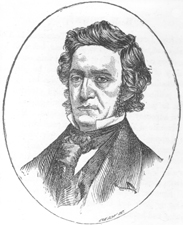
Jackson Morton

Jackson Morton (* 10. August 1794 in Fredericksburg, Virginia; † 20. November 1874 bei Milton, Florida) war ein US-amerikanischer Politiker und US-Senator des Bundesstaates Florida.

## Frühe Jahre
Morton graduierte 1814 am Washington College (heute Washington and Lee University) in Lexington und 1815 am College of William and Mary in Williamsburg. 1820 zog er nach Pensacola, Florida und engagierte sich dort im Bauholzgeschäft.

## Amerikanische Regierung
Morton wurde 1836 Mitglied des Florida Territorial Legislative Council und war 1837 dessen Präsident. Im nachfolgenden Jahr, 1838, nahm er als Delegierter im bundesstaatlichen Verfassungskonvent bezüglich Floridas erster Verfassung teil. Ferner war Morton zwischen 1841 und 1845 Agent der US Navy in Pensacola. Er trat auch 1848 als Wahlmann für die Whig Party auf.
Morton wurde 1848 in den US-Senat gewählt. Dort diente er von 1849 bis 1855, wobei er sich nicht für eine weitere Wiederwahl aufstellen ließ. Nach seiner Amtszeit im Senat nahm er seine Aktivität im Bauholzgeschäft wieder auf.

## Konföderierte Regierung
Als die Spannungen und dadurch die Spaltung bezüglich der Sklavereifrage zwischen den nördlichen und südlichen Vereinigten Staaten anwuchs, wurde Morton in der Herausbildung der Konföderierten Staaten aktiv. Am 30. November 1860 wurde er als Delegierter in Floridas Abspaltungskonvent gewählt, der in Tallahassee tagte. Dort vertrat er das Santa Rosa County. Am Anfang des nächsten Jahres, am 7. Januar 1861, wurde Morton in ein zwölf Personen umfassendes Komitee gewählt, welches die Abspaltungsverfügung vorbereiten sollte. Morton und George Taliaferro Ward versuchten, die Verfügung so abzuändern, dass Florida sich nicht eher abspalten würde, als bis die Bundesstaaten Georgia und Alabama sich abgespalten hätten, so dass eine weit verbreitete Bestätigung erfolgt sein würde. Sie wurden jedoch am 8. Januar 1861 überstimmt und die Verfügung ging mit einer Stimme Mehrheit durch. Morton stimmte zugunsten der Abspaltung und am 10. Januar 1861 war Florida mit einem Votum von 62 zu 7 der dritte Staat, der die Vereinigten Staaten verließ.
Am 17. Januar 1861 wurde Morton als Deputierter für den Konvent von Montgomery, Alabama bestellt. Dieser Konvent beschäftigte sich mit der Gründung einer provisorischen Konföderiertenregierung. Am 4. Februar 1861 trafen sich die Deputierten und entwarfen die provisorische Verfassung der Konföderierten Staaten, die vier Tage später von Morton und den weiteren Deputierten unterzeichnet wurde. Die Deputierten dieses Konvents wurden der provisorische Konföderiertenkongress. Morton hielt für die Dauer des provisorischen Kongresses und im folgenden Monat, wo die provisorischen Staatsverfassung folgte, die er auch unterzeichnete, sein Amt bei.
Jackson Morton kehrte nach Santa Rosa County zurück und verstarb am 22. November 1874 in seiner Heimat, „Mortonia“, nahe Milton. Morton wurde dort auf einem privaten Friedhof beerdigt.

## Familie
Sein Bruder Jeremiah Morton, der auch in Fredericksburg geboren wurde, war Abgeordneter im US-Repräsentantenhaus für den Bundesstaat Virginia.